# Miklós Németh (giavellottista)
Miklós Németh (Budapest, 23 ottobre 1946) è un ex giavellottista ungherese, campione olimpico a Montréal 1976.

## Biografia
Ha dominato la scena nella sua specialità per tre stagioni, stabilendo dal 1974 al 1976 la miglior prestazione mondiale stagionale rispettivamente con le misure di 91,38 m, 94,58 m (che fu record mondiale e gli valse l'oro olimpico a Montréal 1976) e 94,10 m. Ha partecipato a quattro edizioni dei Giochi olimpici, non raggiungendo la finale a Città del Messico 1968 e piazzandosi 7º ed 8º rispettivamente a Monaco di Baviera 1972 e Mosca 1980, nel mezzo il successo di Montréal 1976.
È il figlio del martellista ungherese Imre Németh, medaglia d'oro ai Giochi olimpici di Londra 1948.

## Palmarès
| Anno | Manifestazione  | Sede              | Evento                 | Risultato | Prestazione | Note            |
| ---- | --------------- | ----------------- | ---------------------- | --------- | ----------- | --------------- |
| 1968 | Giochi olimpici | Città del Messico | Lancio del giavellotto | 17º (q)   | 75,50 m     |                 |
| 1970 | Universiadi     | Torino            | Lancio del giavellotto | Oro       | 81,94 m     |                 |
| 1972 | Giochi olimpici | Monaco            | Lancio del giavellotto | 7º        | 81,98 m     |                 |
| 1974 | Europei         | Roma              | Lancio del giavellotto | 7º        | 81,06 m     |                 |
| 1976 | Giochi olimpici | Montréal          | Lancio del giavellotto | Oro       | 94,58 m     | Record mondiale |
| 1978 | Europei         | Praga             | Lancio del giavellotto | 6º        | 83,58 m     |                 |
| 1980 | Giochi olimpici | Mosca             | Lancio del giavellotto | 8º        | 82,40 m     |                 |